# Diploma

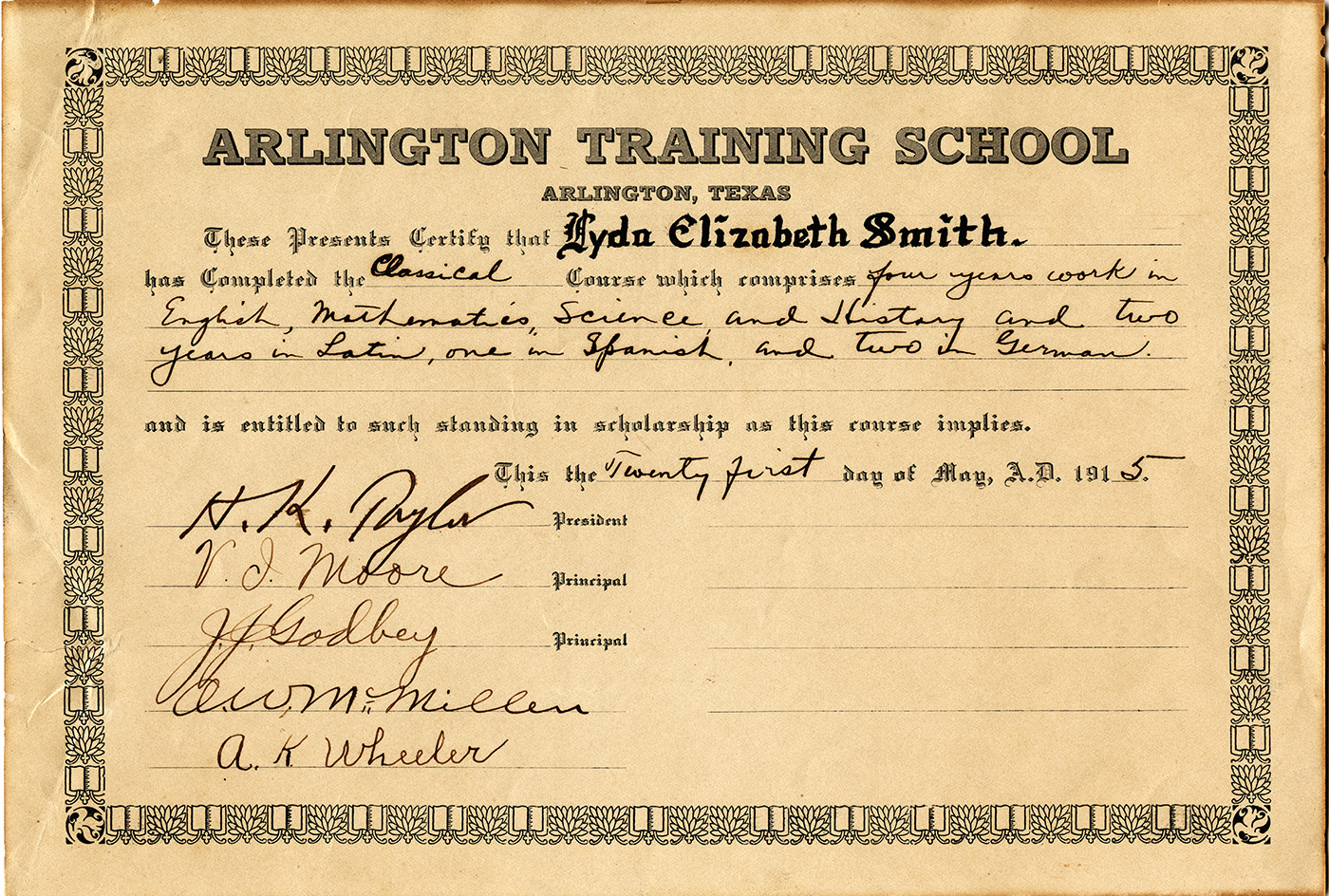
Diploma del 1915 rilasciato dalla Arlington Training School

Il diploma è un attestato rilasciato da un'autorità pubblica, idoneo a conferire un titolo di studio, o un diritto. Nel caso del diploma di maturità classica fino a qualche decennio fa si parlava di licenza liceale perché presupponeva il prosieguo quasi obbligatorio negli studi universitari. Solo dopo è stato conferito il titolo di diploma anche a questo tipo di licenza.

## Tipologie

### Diploma di benemerenza
Attestazione rilasciata dal Presidente della repubblica, su proposta del Ministro della Pubblica Istruzione, a benemeriti dell'istruzione e dell'insegnamento.

### Diploma militare
Attestazione in vigore durante l'epoca romana, che abilitava i possessori di questo documento, reduci di campagne militari, ad ottenere la cittadinanza per sé e i propri discendenti.

### Diploma scolastico
È un titolo di studio rilasciato da un ente scolastico dopo aver superato l'esame di maturità al termine del ciclo di istruzione secondaria.

### Diploma professionale
Il diploma professionale è un titolo di studio che si ottiene dopo aver portato a termine un percorso di istruzione/formazione finalizzato al conseguimento di una qualifica professionale al termine di un corso di formazione professionale, certificato appunto dal diploma.

### Diploma universitario
Attestazione rilasciata da una università dopo aver conseguito una laurea.

## Utilizzo

### Australia
In Australia, ci sono tre varietà di Diploma attualmente riconosciute dall'Australian Qualifications Framework (AQF):
- un "Diploma", una qualifica di livello cinque (laurea universitaria) rilasciata dal settore dell'istruzione e formazione professionale (IFP) o dall'università. In genere viene completato con 12-18 mesi di studio a tempo pieno. Quando accettato per un credito come parte di un bachelor's degree, di solito è considerato equivalente al primo anno di laurea.
- un "Advanced Diploma", che equivale ad un "Associate Degree" australiano ed equivale al secondo anno di un bachelor's degree.
- un "Graduate Diploma", che viene conseguito dopo aver completato un bachelor's degree (o essere considerato dotato di conoscenze equivalenti). Questo può avvenire in un campo diverso da quello coperto da tale titolo (ad esempio, il Graduate Diploma of Education, storicamente richiesto per diventare insegnante nella maggior parte degli stati australiani, dal 2016 il requisito dell'insegnante in Australia è ora un master in Insegnamento). Può anche essere una qualifica di soli corsi intrapresa come studio aggiuntivo in una specializzazione all'interno della propria area di laurea.

Il Diploma, il Diploma Avanzato e il Diploma di Laurea sono tutte forme di laurea, con una qualifica di Diploma (Livello 5), che rappresenta il livello di ingresso per l'istruzione superiore.
Il "Diploma di Laurea Professionale" era una qualifica AQF di breve durata equivalente al "Diploma di Laurea", destinata ad essere rilasciata esclusivamente nel settore dell'IFP. Dal 1º gennaio 2015, tutte le qualifiche offerte hanno perso la parola "professionale" dal titolo.

### Canada
In Ontario, Canada, i diplomi sono programmi accademici post-secondari di due e tre anni tenuti da college e istituti di studi applicati, arti e tecnologia. I programmi biennali sono chiamati diplomi universitari, mentre i programmi triennali sono chiamati "diplomi avanzati dell'Ontario College". I diplomi di maturità in Ontario durano generalmente un anno in più rispetto a un diploma avanzato e sono offerti sia dai college che dalle università. Il sistema scolastico canadese utilizza i crediti per calcolare il valore del carico didattico ai fini del conseguimento di un diploma. Per laurearsi e conseguire un diploma, la scuola decide quanti crediti ciascun corso contribuisce al conseguimento del diploma. Ad esempio, un corso universitario erogato nell'arco di 14 settimane di un semestre conta 3 crediti rispetto ai 60 crediti di un programma completo di 2 anni.

### Germania e sistema educativo accademico tedesco in Europa
In Germania, Ucraina, Serbia, Croazia, Ungheria e altri paesi che hanno adottato il sistema educativo accademico tedesco, il diploma (in tedesco Diplom) è il titolo accademico standard, che richiede almeno 3,5 anni per completarlo, essendo paragonabile a un bachelor's degree e a un master's degree.

### Grecia

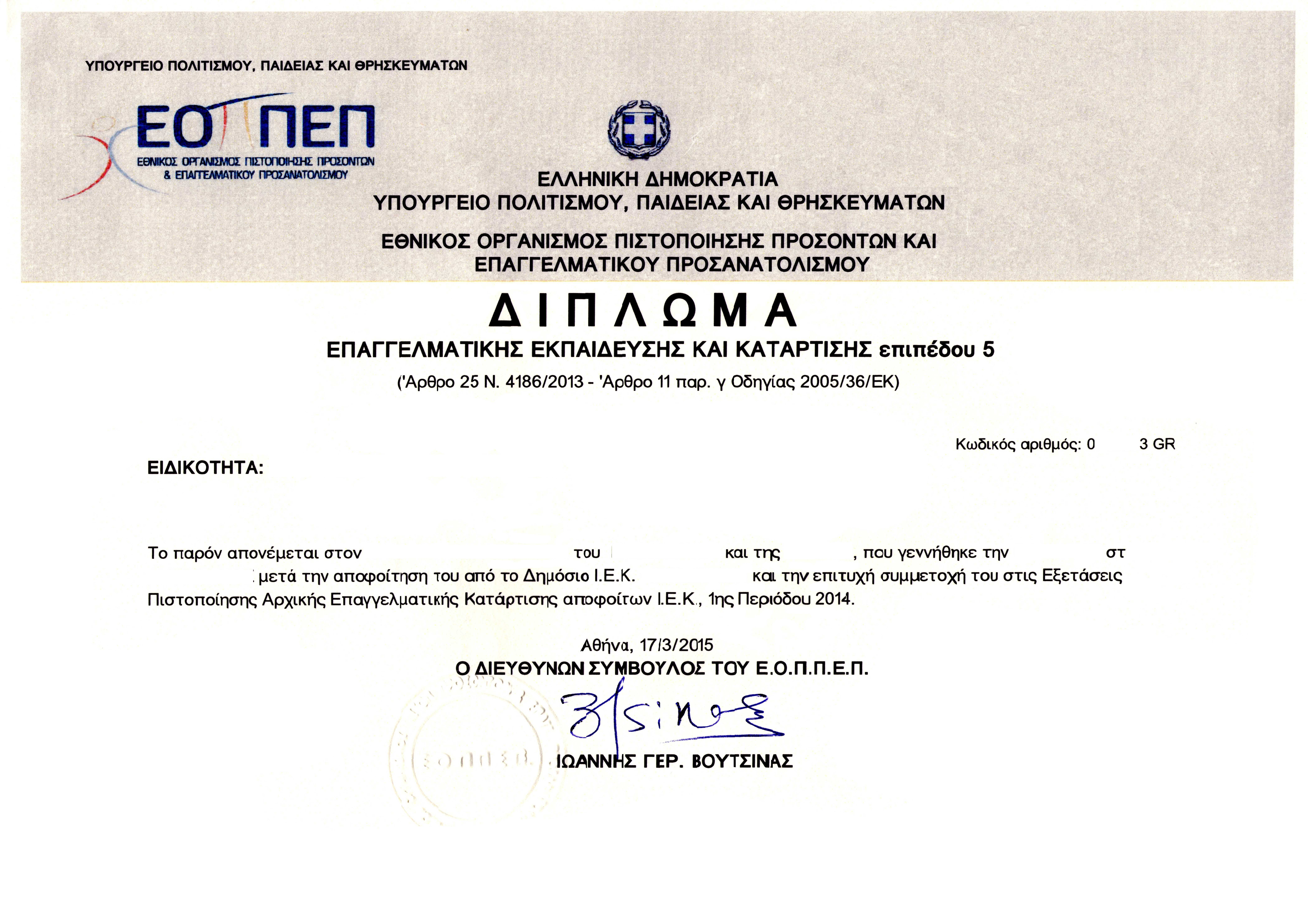
Diploma di formazione professionale greco

In Grecia, i diplomi possono essere rilasciati dagli istituti di istruzione come prova di un certo livello di istruzione. Il diploma di ingegneria è un titolo rilasciato dalle università tecniche greche dopo il completamento con successo di un programma di studio integrato di cinque anni ed è equivalente al diploma di Master in Ingegneria, rilasciato dalle università europee.
Anche in Grecia esistono i Diplomi di Formazione Professionale (Istruzione post-secondaria livello EQF 5) forniti dalla National Qualifications and Vocational Guidance Organization (EOPPEP) agli Istituti di Formazione Professionale IEK, a seguito degli esami di certificazione svolti dall'EOPPEP.

### Hong Kong
A Hong Kong, il diploma o diploma/certificato avanzato, il diploma/certificato professionale (qualifiche di livello 4), il diploma superiore e il diploma associato sono inferiori al livello del bachelor's degree.
I certificati e i diplomi post-laurea vengono generalmente concessi dopo il bachelor's degree. È più orientato alla professione rispetto a un master.
L'esame del Diploma di istruzione secondaria di Hong Kong (HKDSE - Hong Kong Diploma of Secondary Education Examination) è un esame organizzato dall'Autorità per gli esami e la valutazione di Hong Kong (HKEAA - Hong Kong Examinations and Assessment Authority). L'esame HKDSE è l'esame di ammissione all'università di Hong Kong, somministrato al completamento di un ciclo di istruzione secondaria superiore di tre anni, che consente agli studenti di ottenere l'ammissione ai corsi universitari presso le università locali attraverso JUPAS (Joint University Programmes Admissions System, un sistema unificato per fare domanda per programmi universitari a tempo pieno a Hong Kong).

### India
In India, un diploma è un premio accademico specifico solitamente ottenuto in corsi professionali, ad esempio Diploma in Ingegneria, Diploma in Infermieristica, Diploma in Farmacia, Diploma in Radiografia (Diagnosi), Diploma in Tecnologia di Laboratorio Medico ecc. I diplomi di Ingegneria sono concentrati per l'area di studio, ad esempio, diploma di Ingegneria Elettronica, Ingegneria Elettrica, Ingegneria Civile, Ingegneria Informatica ecc.
Esistono due tipi di diplomi/certificati rilasciati nei settori dell'istruzione formale e non formale: i diplomi formali sono rilasciati da istituzioni, college e università approvati/riconosciuti dal governo, mentre i diplomi non formali sono rilasciati da ONG, aziende e società, ecc. al di fuori del settore dell’istruzione formale.

### Irlanda
Nella Repubblica d'Irlanda, prima del 2004 veniva rilasciato un diploma nazionale. Era allo stesso livello del bachelor's degree ordinario e inferiore al bachelor's degree, mentre il diploma superiore (Higher Diploma) viene conseguito dopo il bachelor's degree. Esiste anche il Diploma Esteso BTEC (BTEC Extended Diploma - Business and Technology Education Council), dopo il quale si ottiene la progressione verso una Laurea (in Università). In Irlanda un Diploma di Laurea è un diploma di livello 9, l'equivalente di un master, che richiede allo studente di completare 60 crediti invece di 90 e di solito è incentrato sul completamento di un progetto piuttosto che su una tesi scritta.

### Italia
Secondo l'attuale legislazione, sono presenti tre diplomi conclusivi di scuola secondaria di secondo grado:
- diploma di istruzione liceale
- diploma di istruzione tecnica
- diploma di istruzione professionale

### Giappone
In Giappone, un diploma può essere un titolo accademico originale giapponese o un certificato di laurea rilasciato a diversi livelli, dalla scuola elementare all'università.

### America Latina

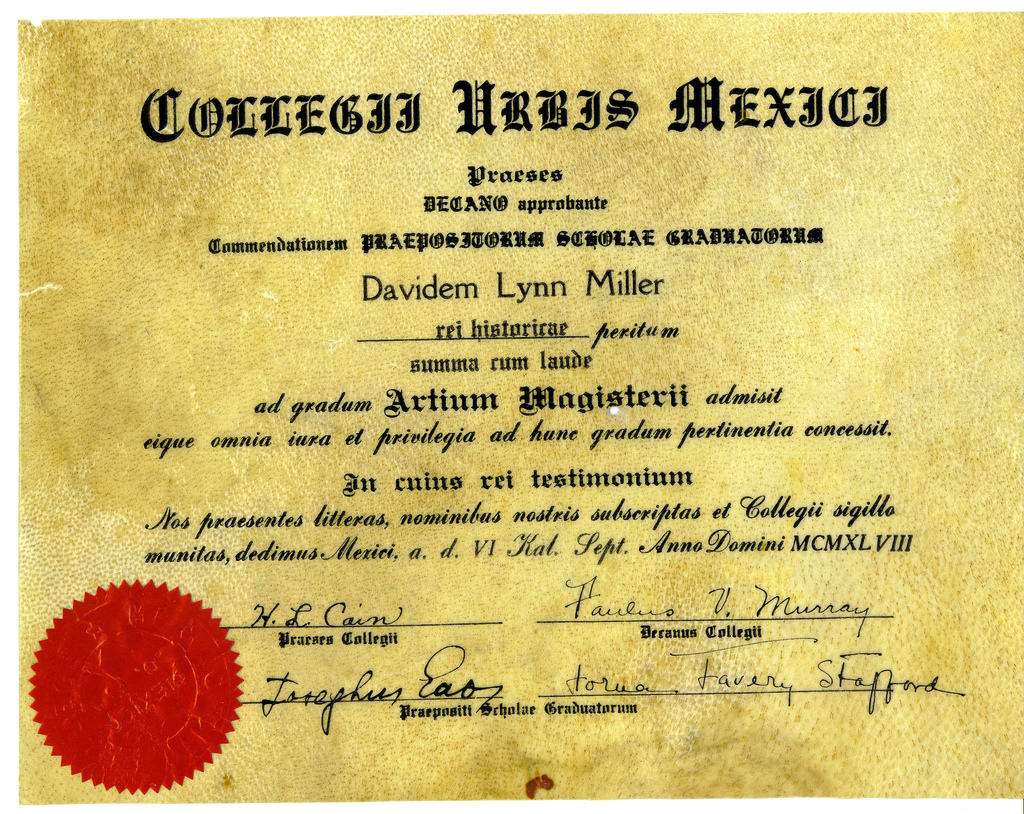
Diploma di pelle di pecora del Mexico City College, 1948 (in latino).

In Messico e in altri paesi dell'America Latina, il diploma può essere rilasciato per corsi brevi di formazione professionale. I diplomi rilasciati dall'università che concludono l'istruzione superiore sono spesso chiamati título (titolo) o certificado (certificato). Un "Diplomado" può anche essere un programma di formazione esecutiva breve e specializzato per professionisti esperti.

### Nuova Zelanda
In Nuova Zelanda, ci sono cinque diversi tipi di diploma secondo il New Zealand Qualifications Framework (NZQF):
- Diploma livello 5, che sono qualifiche di livello 5 secondo NZQF. Richiedono un minimo di 120 punti di credito dal livello 4 o superiore e 72 dal livello 5 o superiore.
- Diploma livello 6. Richiedono un minimo di 120 punti di credito dal livello 5 o superiore e 72 dal livello 6 o superiore.
- Diploma livello 7. Richiedono un minimo di 120 punti di credito dal livello 5 o superiore e 72 dal livello 7 o superiore.
- Laurea. Per accedere a un programma di diploma di laurea, uno studente in genere richiede un'altra laurea (non necessariamente un bachelor's degree) o una forte prova sia di interesse che di capacità accademiche[20]. Richiedono un minimo di 120 punti di credito e 72 dal livello 7 o superiore.
- Diploma post-laurea. Questi diplomi richiedono un bachelor's degree per accedervi. Richiedono un minimo di 120 punti di credito dal livello 7 o superiore e 72 dal livello 8 o superiore.

### Pakistan
In Pakistan, un diploma è un premio accademico specifico solitamente ottenuto in corsi professionali, ad esempio Diploma in Ingegneria, Diploma in Infermieristica, Diploma in Farmacia ecc. Il Diploma di Ingegneria è chiamato Diploma di Ingegneria Associata (DAE) ed è concentrato per l'area di studio, ad esempio, ingegneria elettronica, ingegneria elettrica, ingegneria civile ecc. I titolari di DAE sono spesso chiamati ingegneri associati in Pakistan.
Il diploma post-laurea o PGD è classificato più in alto rispetto al bachelor's degree poiché viene completato dopo la laurea e si tratta normalmente di corsi di un anno.

### Singapore
A Singapore, la maggior parte dei diplomi vengono rilasciati dopo un corso triennale, offerto dai cinque politecnici (Singapore Polytechnic, Ngee Ann Polytechnic, Temasek Polytechnic, Nanyang Polytechnic e Republic Polytechnic) o dalle due istituzioni artistiche (Nanyang Academy of Fine Arts e LASALLE College of the Arts).
Anche altre scuole private come Kaplan, SIM, PSB Academy e MDIS offrono programmi di diploma della durata compresa tra sei mesi e due anni.

### Spagna
Nel Regno di Spagna i diplomi universitari vengono rilasciati a nome del Re. In quanto tali, sono documenti di Pubblico Ufficiale, strettamente regolamentati e tutelati dalla legge. Sono riconosciuti a livello internazionale dalla Convenzione dell’Aia del 5 ottobre 1961.

### Regno Unito
Nel Regno Unito, il diploma può riferirsi a diversi tipi di qualifica, ma non è mai equivalente a una laurea. Una laurea è più importante di un diploma. Non si può mai dire di aver conseguito una laurea quando gli viene rilasciato solo un diploma speciale. Un Diploma può essere una qualifica del valore di 37 o più crediti nel Quadro regolamentato delle qualifiche, ad esempio Diploma di livello base, Diploma di livello 3. Il Diploma di Istruzione Superiore è un premio di istruzione superiore equivalente al secondo anno di un bachelor's degree. Il Diploma Nazionale Superiore è una qualifica professionale di pari livello. Il Diploma di Laurea è un bachelor's degree della durata di un anno a livello di laurea triennale, normalmente conseguita da chi ha già conseguito una laurea. Un diploma post-laurea è un premio al livello di un master, ma normalmente richiede meno tempo per essere completato.
Alcune università possono offrire altre qualifiche, come il Diploma universitario dell'Università di Cambridge e dell'Università di Oxford (un corso part-time di 1 anno allo stesso livello di un Diploma di istruzione superiore) e l'Undergraduate Advanced Diploma.
Il documento che certifica il conseguimento di una laurea è normalmente chiamato certificato di laurea nel Regno Unito e i dettagli sono stampati in inglese, non in latino.

#### Diploma universitario avanzato
Il diploma avanzato (AdvDip - Advanced Diploma) è un premio FHEQ di livello 6, equivalente all'ultimo anno di un bachelor's degree. Sono generalmente accettati come equivalenti a un bachelor's degree o a un diploma di laurea. Un diploma avanzato è una qualifica che prepara gli studenti a intraprendere una carriera specifica o a proseguire gli studi a un livello avanzato, come un Master of Arts. Anche se sono considerati equivalenti a un bachelor's degree, di solito hanno una durata di uno o due anni e possono essere offerti sia a tempo pieno che a tempo parziale.

### Stati Uniti

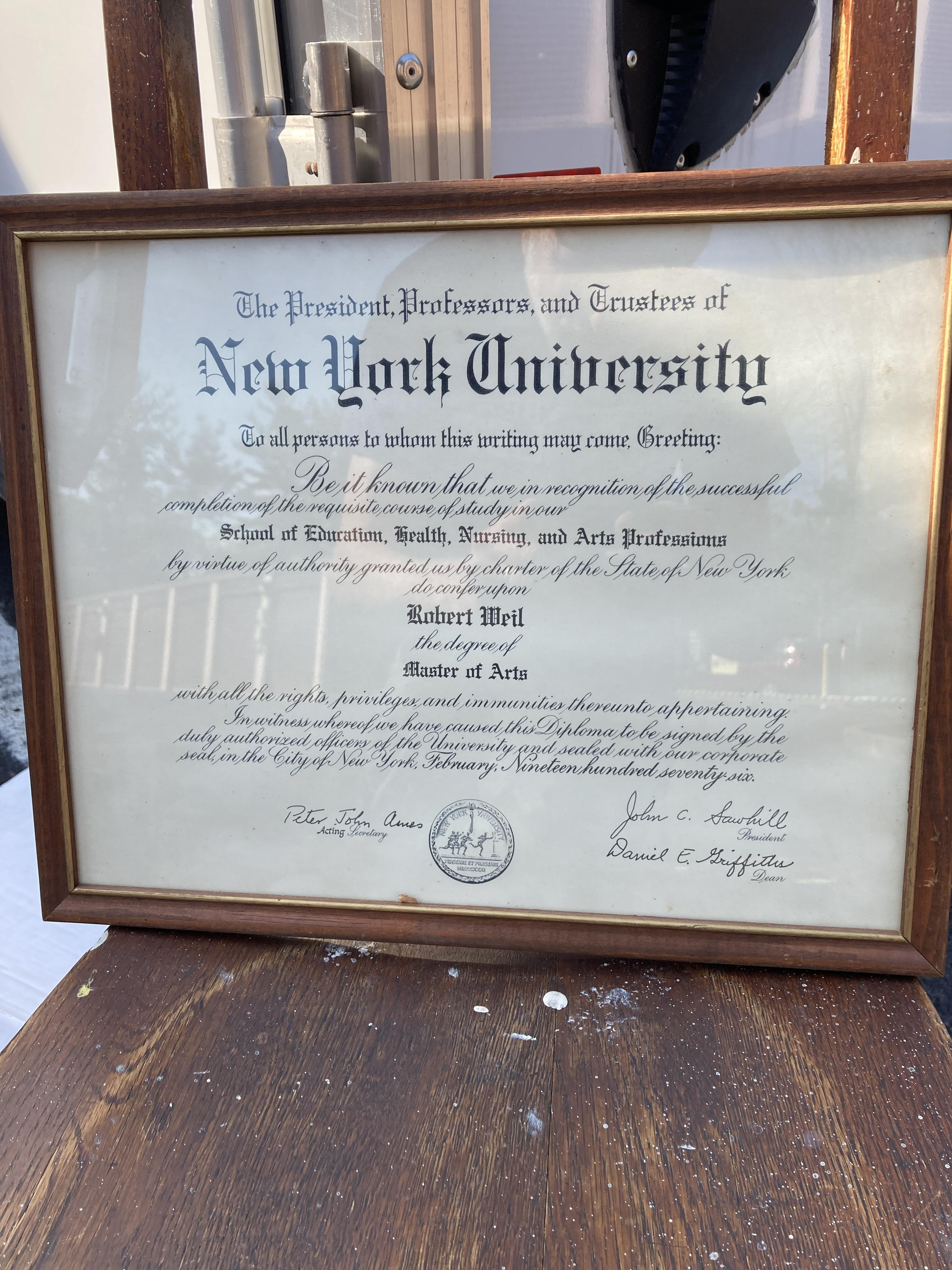
Tipico diploma universitario americano

Negli Stati Uniti, la parola diploma si riferisce solitamente al documento fisico, soprattutto nel contesto dei titoli accademici conseguiti a livello universitario. Cioè, gli americani normalmente fanno una distinzione tra un diploma come prova documentale del conseguimento di un titolo accademico e il titolo sottostante stesso (che non è chiamato diploma).
Il motivo per cui questa distinzione è importante è che molte università americane non stampano i diplomi fino a diverse settimane, mesi o addirittura un anno dopo le date in cui ai laureati è stato formalmente conferito il titolo sui loro trascritti accademici. In altre parole, quando un diploma dice chiaramente che il titolo tal dei tali è stato "rilasciato a [città] il [data]", il diploma stesso non è stato fisicamente consegnato al titolare in quella data (ai fini cerimoniali, i documenti consegnati alla laurea sono semplicemente certificati di partecipazione alla cerimonia di laurea stessa.) Pertanto, chiedere agli ex studenti quando hanno ricevuto il diploma è solitamente inutile; ciò che conta davvero per la maggior parte degli scopi (ad esempio, licenze professionali) è quando hanno conseguito la laurea.
Ci sono due importanti eccezioni in cui gli americani hanno unito il documento con la qualifica che rappresenta (come visto in altri paesi). Il primo è il diploma di scuola superiore. In secondo luogo, il termine “diploma” può riferirsi ad uno specifico premio accademico o formativo. Ad esempio, il Diploma in Infermieristica è stato offerto dalle scuole per infermieri ospedaliere.
Storicamente, le università americane emulavano le loro controparti europee rilasciando diplomi scritti in lingua latina. Oggi questa è l'eccezione: "Mentre la maggior parte dei college e delle università ora rilasciano diplomi di inglese, alcuni importanti gruppi di resistenza, tra cui Yale, Princeton e l'Università della Pennsylvania, usano ancora il latino". All'Università di Harvard, i diplomi universitari iniziarono a essere scritti in inglese nel 1961, provocando una protesta di strada da parte degli studenti nota come "Diploma Riots". Tuttavia, a partire dal 2021, alcune scuole di specializzazione di Harvard continuano a rilasciare diplomi in latino, tra cui la Harvard Law School e la Harvard Graduate School of Arts and Sciences.
Il termine diplomate (che termina sempre con la e) viene utilizzato negli Stati Uniti per indicare una persona in possesso di una certificazione specializzata in un ambito professionale, sebbene la prova documentale di ciò sia tradizionalmente chiamata "certificate" e non "diploma". Ad esempio, i medici certificati negli Stati Uniti tradizionalmente indicano il loro stato di certificazione sulla carta intestata e sui biglietti da visita con il titolo "Diplomate", una virgola e quindi il nome del loro comitato di certificazione.

### Internazionale
Il Diploma di Baccalaureato Internazionale (IB) è una qualifica pre-universitaria normalmente conseguita dagli studenti degli ultimi due anni delle scuole superiori.